# Break-Out!
Break-Out! (BO!) was een Nederlands tijdschrift voor jongeren tussen 12 en 15 jaar. Het idee voor dit tijdschrift kwam van het bekende Duitse blad BRAVO. Break-Out! werd uitgegeven door VNU Tijdschriften van 1996 tot 2006. Daarna stopte het magazine omdat er minder exemplaren verkocht werden.

## Geschiedenis
Break-Out! was een magazine gericht op jongeren tussen 12 en 15 jaar. Het tijdschrift schreef voornamelijk over beroemdheden en het laatste nieuws in de showbusiness. Toch was het vooral bekend door de directe manier waarop het seksualiteit besprak. Er was een rubriek waarin een seksuoloog vragen beantwoordde en informatie gaf over thema's zoals de g-plek, anticonceptie en seksspeeltjes. In 2005 daalde de oplage aanzienlijk: van 100.000 exemplaren in 1996 naar minder dan de helft daarvan. Uitgever Sanoma besloot toen om Break-Out! te stoppen en het te vervangen door Spam, een tijdschrift voor jongeren van 15 tot 19 jaar. Echter, na enkele maanden werd ook Spam stopgezet. Een van de redenen voor de daling in oplage was de groeiende populariteit van het internet.

### Liefde en Seks
Het blad was vooral populair vanwege zijn rubriek "Liefde en Seks". Hierin poseerden jongeren en deelden ze hun ervaringen over hun relaties. Deze specifieke rubriek was een directe kopie van die in het Duitse jeugdtijdschrift BRAVO. Later werd in een interview onthuld dat een groot deel van de geportretteerde jongeren uit Oost-Europa kwam en dat de verhalen eigenlijk door de redactie werden bedacht. Leo van Rooijen, de hoofdredacteur destijds, zei dat deze keuze mede was gemaakt om bepaalde juridische complicaties te vermijden, vergelijkbaar met de problemen die BRAVO had ondervonden met hun rubriek.